# Fehér-Drin-kanyon
A Fehér-Drin-kanyon vagy Fehér-Drin-szurdok, albánul: Gryka e Drinit të Bardhë, szerbül: Kanjon Belog Drima, Кањон Белог Дрима, egy kanyon délnyugat Koszovóban. A Fehér-Drin folyó halad át a kanyonon. A szurdok viszonylag rövid, körülbelül 900 m hosszú, és 45 méter mély. A bejáratánál található a Fshajt híd, egy régi oszmán híd, amely a Balkán minden részéről vonzza a búvárokat. A Fehér-Drin folyó kanyonját az Fshajt hídnál víztani és geomorfológiai értékei miatt 1986-ban természeti emlékként jogi védelem alá helyezték.

## Földrajz
A Fehér-Drin-kanyon a Fshajt híd mellett található Xërxë falu közelében (Rahovec község), a Gjakova - Prizren út mentén. A kanyon egy morfo-hidrológiás jelenség, ami keletkezési, vizuális és oktatási értékkel bír. A szurdok a neogén időszak során alakult ki a Metohija medencében. A kanyon kialakulását számos tektonikus esemény szabta meg. A szurdok tipikus kanyonjellemzőkkel rendelkezik, és számos karbonát képződményt tartalmaz.

## Turizmus

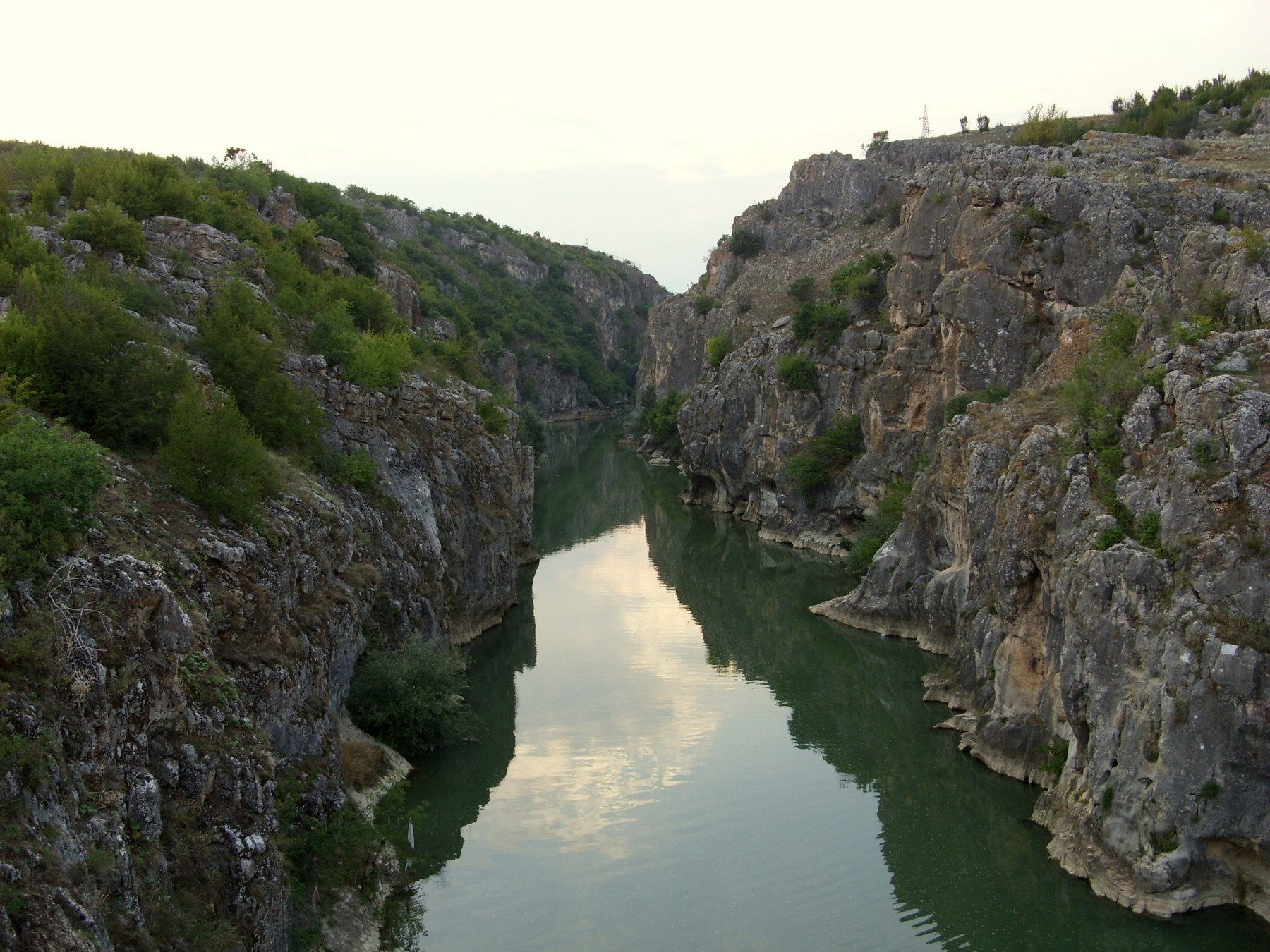
A kanyon a Fshajt hídról

A hosszú geomorfológiai folyamat során a Fehér Drin folyó egy kanyont hozott létre két meszes szikla között, ezáltal jött létre egy nagyon vonzó és érdekes kanyon a kutatók és a látogatók számára. A Gjakovát és Prizrent összekötő főút mellett található Fehér-Drin-kanyont számos külföldi és helyi turista látogatja. A kanyon feletti Fshajt híd egy másik fontos látnivaló a környéken. Minden évben megrendezésre kerül a „hídról ugrás” verseny, amelyen számos regionális versenyző vesz részt. Mind a híd és a kanyon 1986 óta jogilag védett. A védett terület mérete 199 hektár, amiből Rahovechez 124,96 hektár és Gjakovához 73,86 hektár tartozik.
A híd közelében két híresebb szikla található: a "Sas szikla" (Shkëmbi i Shqiponjës) és a "Skanderbeg szikla" (Shkëmbi i Skenderbeut), amelyek a 15. századi albán nemes, Kasztrióta György albán fejedelem metszetét tartalmazzák. A fejedelem portréját 1968-ban Mexhid Yvejsi művész festette a sziklára halálának 500. évfordulójára.
A kanyon felső részén található egy étterem, ahol a Fehér-Drin folyóból frissen fogott halakat lehet fogyasztani.

## Galéria

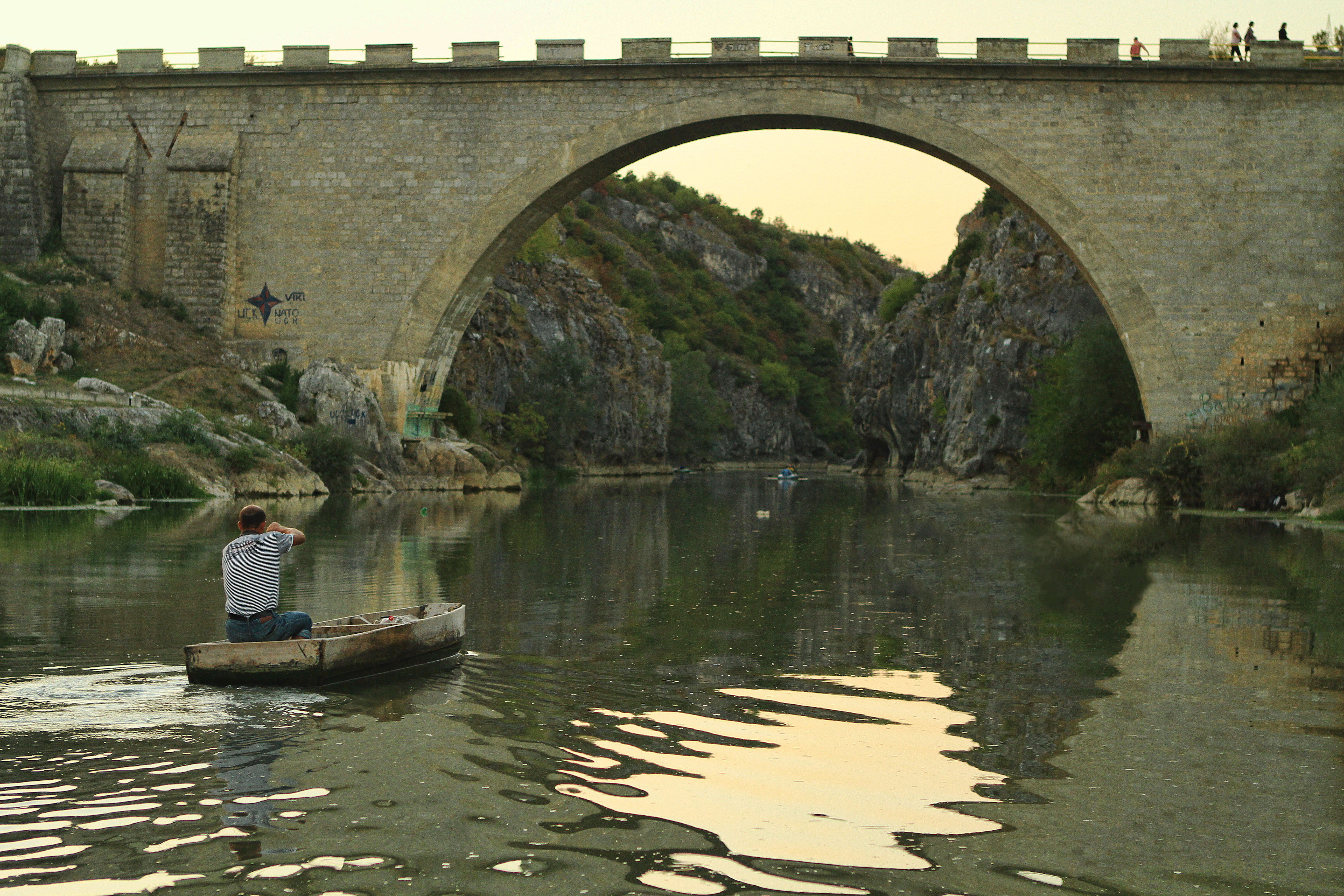
Egy hajó a kanyon torkolatánál, háttérben a Fshajt híd
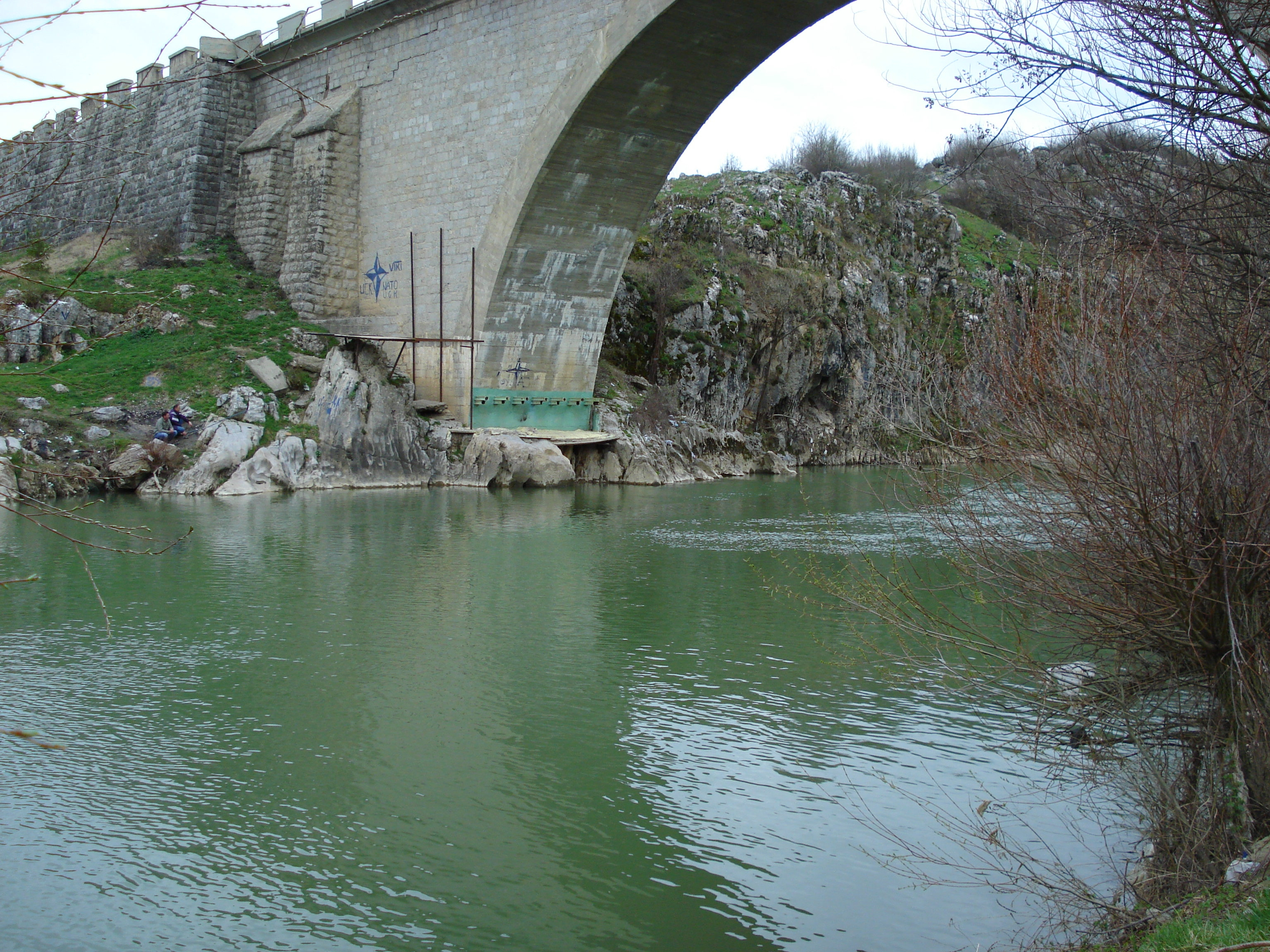
Fshajt híd
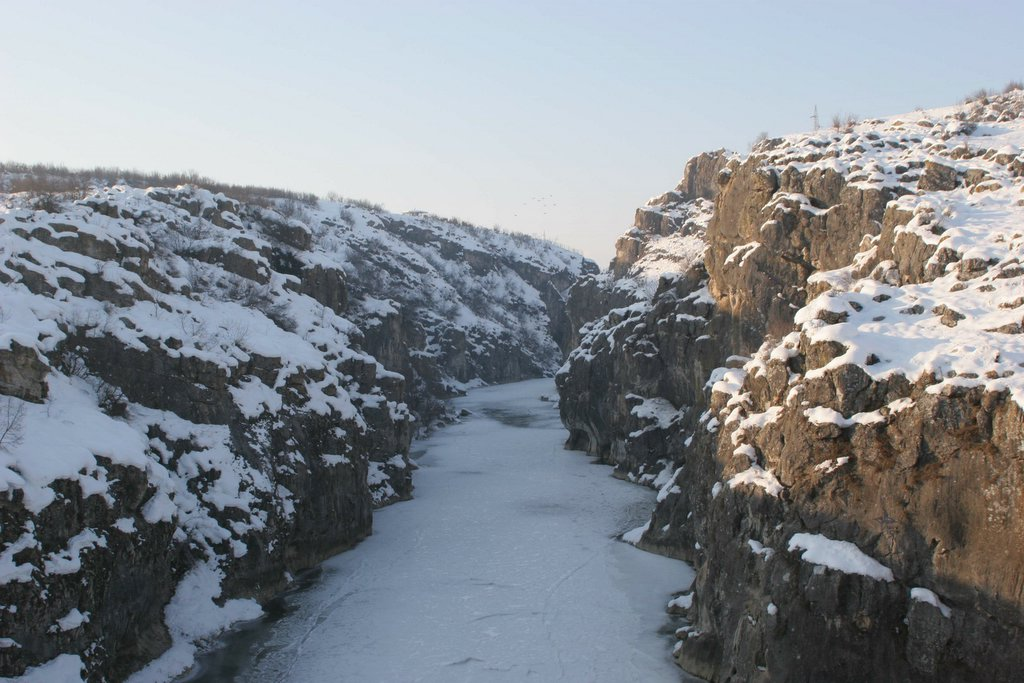
A befagyott Fehér-Drin folyó és a kanyon januárban
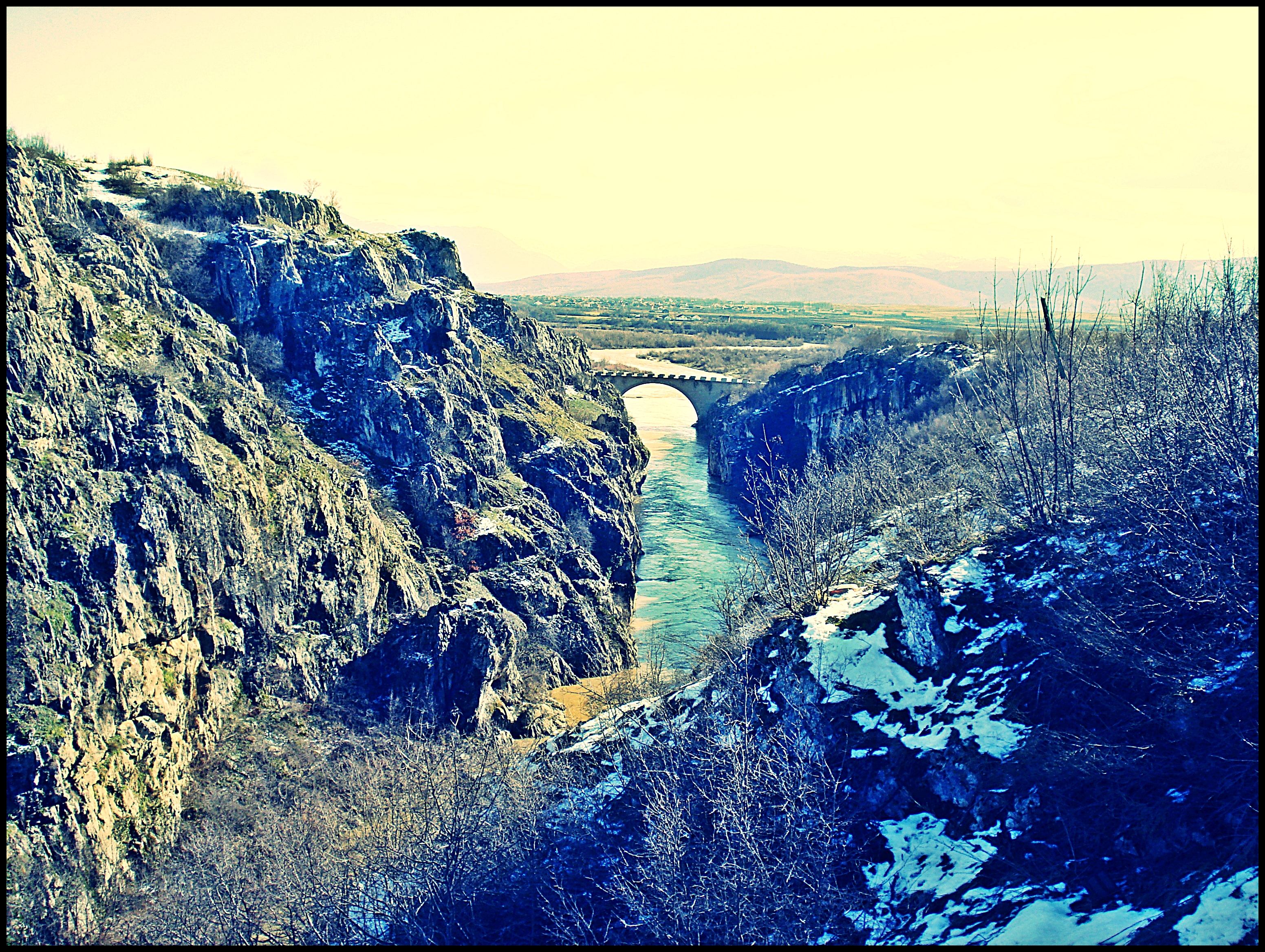
A kanyon északnyugati irányból nézve

## Kapcsolódó szócikk
- Fehér-Drin